# Stazione di Shin-Tanabe
La stazione di Shin-Tanabe (新田辺駅?, Shin-Tanabe-eki) è una stazione ferroviaria della città di Kyōtanabe, nella prefettura di Kyoto, in Giappone, servente la linea Kintetsu Kyōto delle Ferrovie Kintetsu, che congiunge Kyoto con Nara. Dista 19,6 km dal capolinea di Kyoto Centrale, ed è il capolinea per i servizi semiespressi provenienti da Kyoto.

## Linee
Ferrovie Kintetsu
● Linea Kintetsu Kyōto

## Aspetto
La stazione è costituita da 4 binari passanti in superficie con due marciapiedi a isola collegati al mezzanino sovrastante da scale fisse, mobili e ascensori.
| 1 | ■ Linea Kintetsu Kyōto | per Shin-Hōsono, Yamato-Saidaiji, Nara, Tenri, Yamato-Yagi, Kashiharajingū-mae e Yoshino |
| 2 | ■ Linea Kintetsu Kyōto | per Ōkubo, Tambabashi, Takeda, Kyoto e Kokusaikaikan                                     |

## Stazioni adiacenti
| «                    | Servizio             | »                    |
| Linea Kintetsu Kyoto | Linea Kintetsu Kyoto | Linea Kintetsu Kyoto |
| -------------------- | -------------------- | -------------------- |
| Tonoshō              | Locale               | Kōdo                 |
| Tonoshō              | Semiespresso         | Kōdo                 |
| Ōkubo                | Espresso             | Shin-Hōsono Kōdo     |